# Sumo nữ

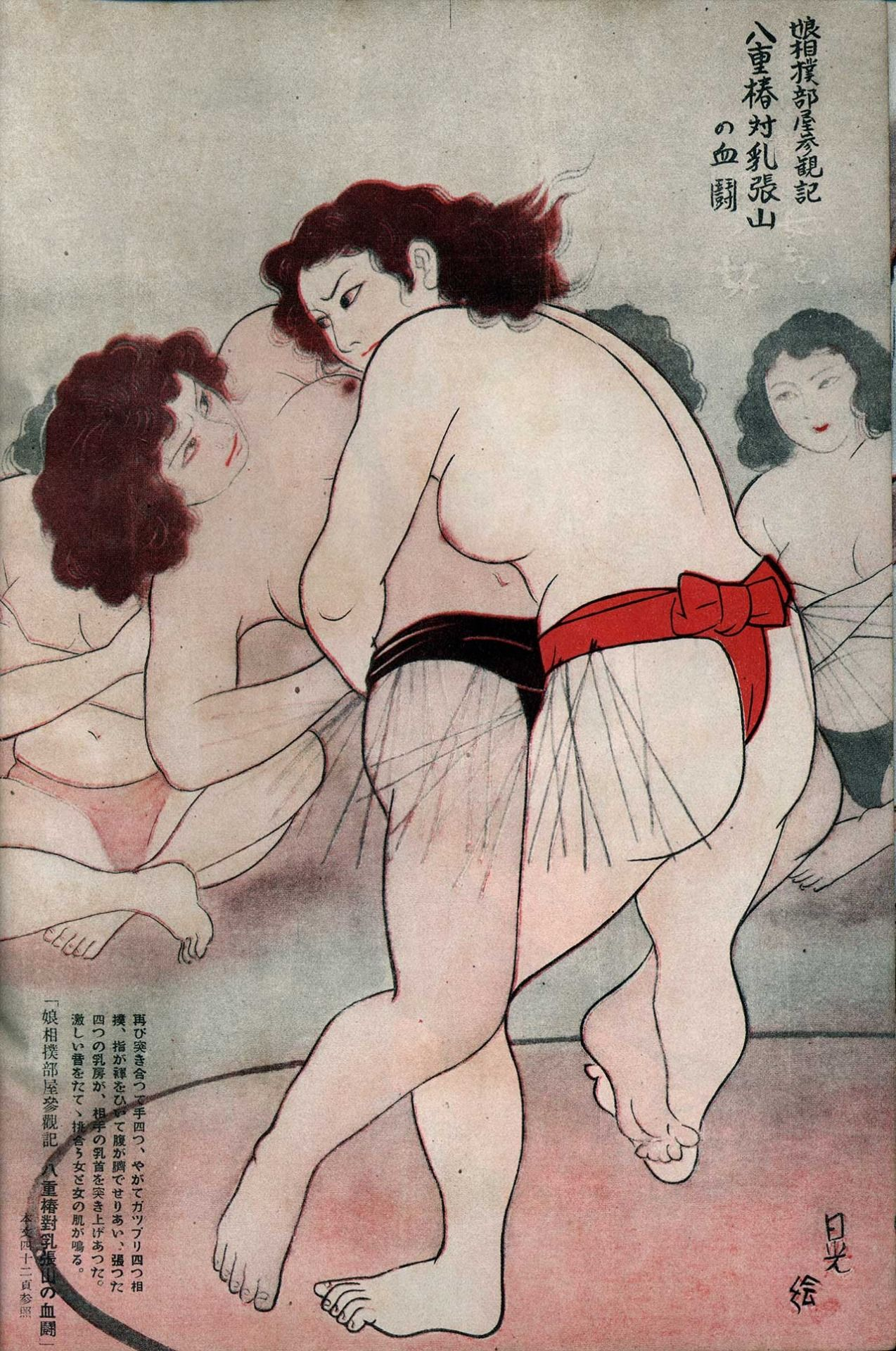
Sumo nữ

Sumo nữ (女相撲 / onnazumo / nữ tương bạc) là hình thức sumo dành cho nữ giới. Xuất hiện vào thế kỷ 18, sumo nữ được thi đấu ở một số vùng của Nhật Bản và gắn liền với các nghi lễ Thần đạo. Ở thành thị, sumo nữ thường được biểu diễn trong nhà thổ. Phần lớn người Nhật không coi sumo nữ là một môn thể thao nghiêm túc mà chỉ như một trò biểu diễn mua vui. Tuy nhiên hiện nay đang có sự gia tăng phụ nữ tham gia môn này. Trong các trường học Nhật Bản đã xuất hiện câu lạc bộ sumo nữ. Sumo nữ cũng được chơi ở nhiều nơi ngoài Nhật Bản. Hiện tại sumo nữ vẫn bị cấm thi đấu chuyên nghiệp.